# غوردون بي روبرتسون
غوردون بي روبرتسون (بالإنجليزية: Gordon P. Robertson)‏ هو محامي أمريكي، ولد في 4 يونيو 1958 في نيويورك في الولايات المتحدة.

## وصلات خارجية
- غوردون بي روبرتسون على موقع IMDb (الإنجليزية)